# Monastère des Visitandines de Caen
Pour les articles homonymes, voir Couvent de la Visitation.
Le monastère des Visitandines de Caen est un monastère fondé par l'ordre de la Visitation à Caen au début du XIXe siècle. Il remplace l'ancien couvent de la Visitation de Caen, dispersé pendant la Révolution. La chapelle du monastère fait l’objet d’une inscription au titre des monuments historiques depuis le 19 novembre 2002.

## Histoire
L'ordre de la Visitation s'installe à Caen en 1631. Les sœurs s'installent dans un terrain situé au nord de la rue Caponière. En 1792, elles sont expulsées et le couvent est transformé en caserne, l'actuel Quartier Lorge.
En 1805, l’ordre de la Visitation est rétabli en France par Napoléon Ier à la demande de sa mère Laetitia Bonaparte. En 1810, les sœurs de la Visitation s'installent de nouveau à Caen. Elles font l'acquisition de l'ancien logis abbatial de l'abbaye aux Hommes, construit entre 1755 et 1759 dans le clos de la Pépinière. Les religieuses de la Visitation de Caen sont définitivement autorisées par ordonnance royale du 22 février 1826.
Les religieuses agrandissent leur propriété en rachetant la parcelle de Mariette et les terrains de la cour des Granges. De nouveaux bâtiments sont ajoutés à l'édifice originel. Au sud du monastère, elles aménagent les jardins situés entre la rue de l'Abbatiale et les anciennes fortifications de l'abbaye. Les sœurs font construire une première chapelle le 24 juin 1812, puis une seconde commencée en 1833 et bénie le 19 février 1838. En 1889, les sœurs décident de faire construire par l'architecte caennais Edmond Hébert une troisième chapelle financée grâce au legs de Louise de Vendes. L'abbé Esnault, aumônier du monastère, participe à l'élaboration des plans, mais l'architecte est Edmond Hébert. Rapine, architecte des Monuments historiques, et concepteur du monastère des Visitandines d'Orléans semble aussi y avoir été associé. Les travaux commencent en juin 1890 et la première pierre est bénie par Mgr Hugonin, évêque de Bayeux, le 19 mai 1891. Après l'achèvement des travaux, la chapelle est bénie le 25 septembre 1892 et consacrée le 17 octobre 1893.
Léonie Martin, la sœur de sainte Thérèse de Lisieux, est entrée à la Visitation de Caen par trois fois en 1887, 1893 à 1895 où elle prend l'habit sous le nom de sœur Thérèse-Dosithée, puis définitivement en 1899 sous le nom de sœur Françoise-Thérèse. Elle meurt en 1941 et son corps est inhumé dans la crypte de la chapelle.
De 1909 à 1920, la communauté est exilée à Saint-Leonard-on-Sea (Borough d'Hastings, Royaume-Uni). Elle reçoit les visitandines d'Orléans en 1980 après la fermeture de leur monastère de Chécy. Le Musée de la Visitation de Moulins doit son existence en 1991 à l’initiative (avec le soutien de la communauté) de l’archiviste de Caen, Mère Françoise Bernadette Lara, dernière supérieure d’Orléans.
Depuis octobre 1967, un foyer de 35 chambres accueille des étudiantes de moins de 25 ans. Cet établissement situé dans le clos de la Visitation est tenu par une religieuse, mais demeure à l'écart du monastère proprement dit.
Inscription à l'inventaire supplémentaires des monuments historiques.
La chapelle, à l'exception du chœur des religieuses, est inscrite à l'inventaire supplémentaire des monuments historiques depuis le 19 novembre 2002.

## Architecture
La façade du portail principal de l’église actuelle s'inspire de l'architecture de l'ancienne chapelle du quartier Lorge.
Deux tableaux sont classés au titre objet, :
- la Fontaine de vie, panneau peint à l'huile sur bois au XVIIe siècle, sûrement par un artiste d'origine flamande, offert au monastère en 1734 (16/11/1998) ;
- la Visitation, huile sur toile peinte par Pierre Mignard en 1660, transféré à Caen en 1985 depuis la Visitation d'Orléans (15/12/2000).

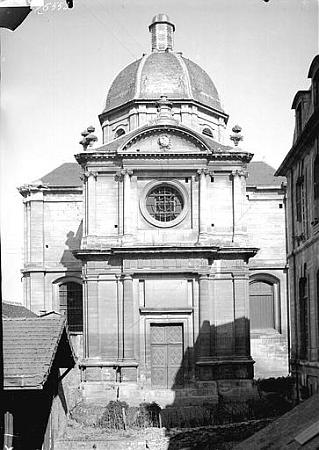
Chapelle du XVIIe siècle (détruite)
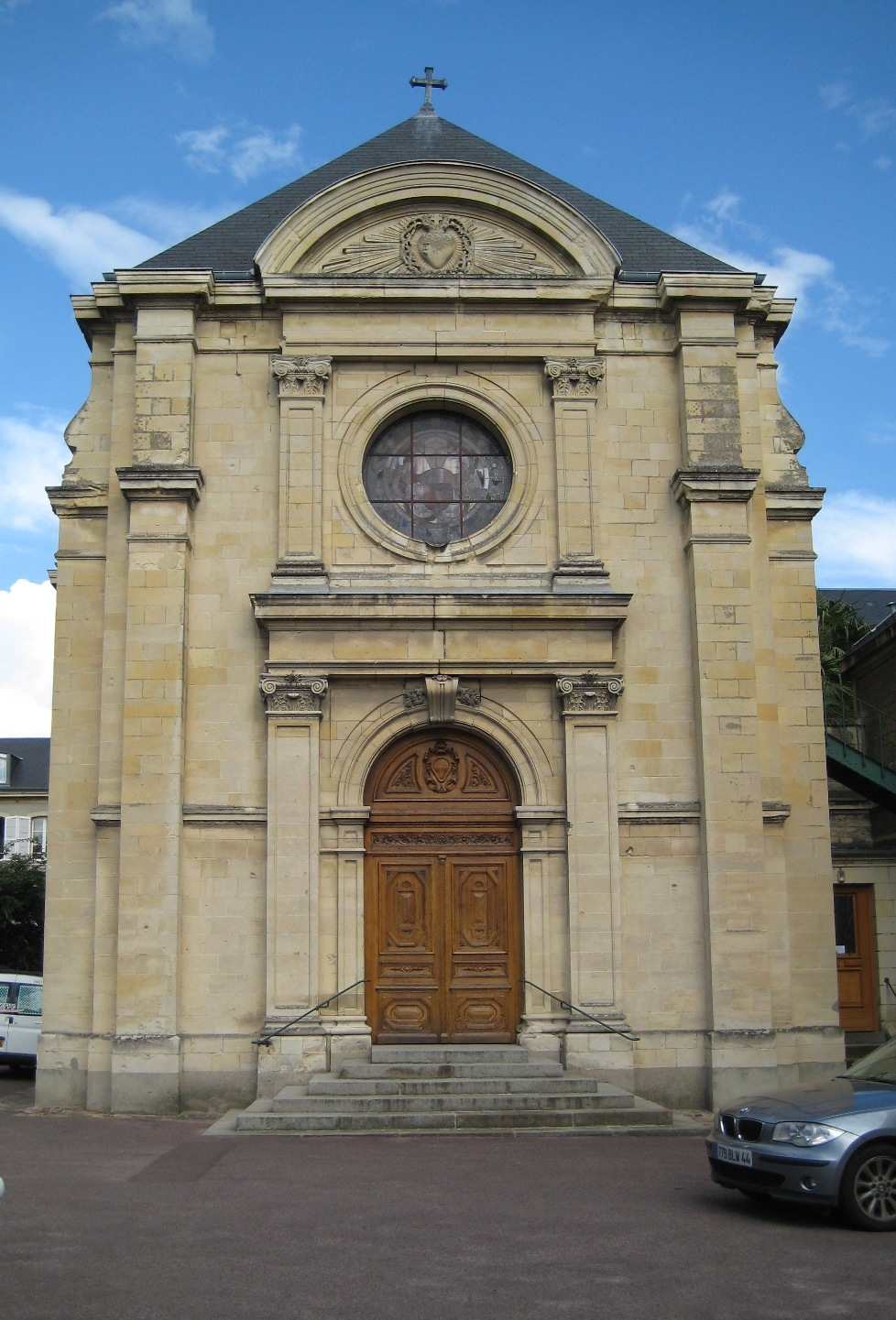
Chapelle du XIXe siècle
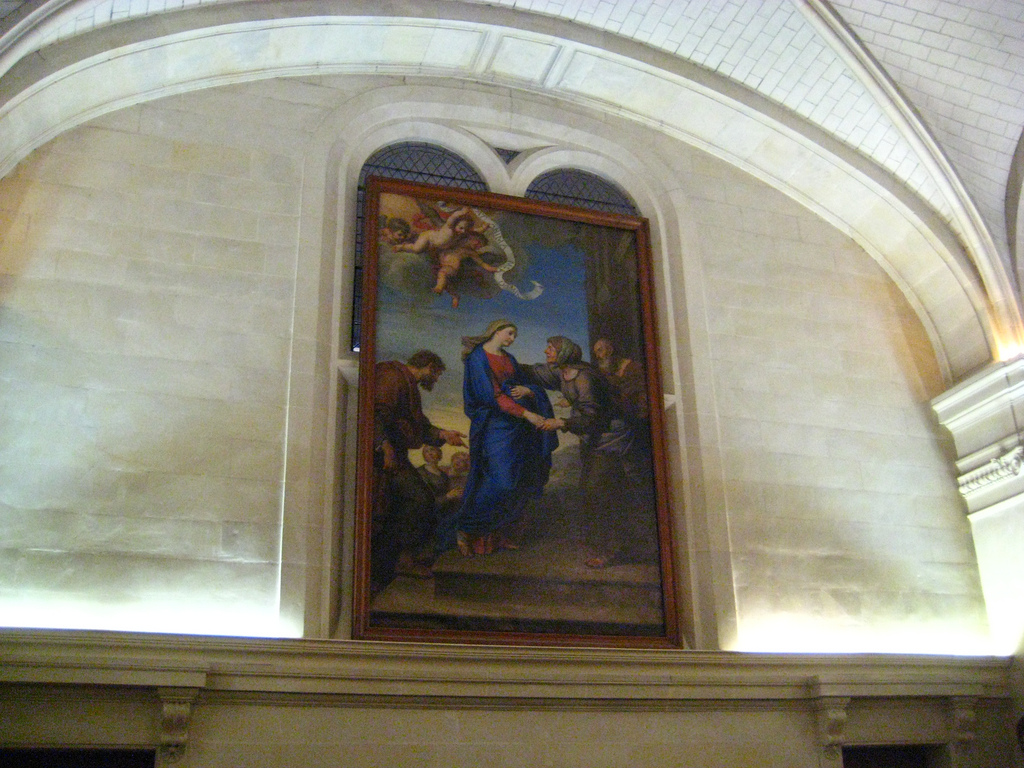
La Visitation, peinture de Pierre Mignard